# 첸이치
첸이치(중국어 정체자: 陳奕齊, 백화자: Tân E̍k-chê, 1972년 8월 27일 ~ )은 타이완의 정치인. 대만 국가건설당 창립 당 회장.